# Fun Connection
Die Fun Connection GmbH ist (war) ein Spieleverlag aus Berlin-Marienfelde. Zwischen 1988 und 1995 sind von Fun Connection mehrere Spiele verlegt worden. Nach einigen Lizenzprodukten wie Abalone (1988) die zeitgleich bzw. nahezu zeitgleich auch bei anderen Verlagen (vor allem Hexagames und Salagames) erschienen, brachte der Verlag Anfang der 1990er Jahre Spiele exklusiv heraus. Einige wenige Spiele sind später auch bei anderen Verlagen erschienen. Nach 1995 sind keine Spiele mehr bei Fun Connection verlegt worden. 1995 übernahm Schwerdtle & Schantz die Firma Fun Connection und wurde selbst 1998 an die Gundlach-Gruppe verkauft.

## Spiele von Fun Connection
Im Folgenden werden alle Spiele aufgelistet, die im Verlag erschienen sind. Da der Verlag seit 20 Jahren nicht mehr aktiv ist, ist die Quellenlage wahrscheinlich nicht vollständig und zum Teil auch widersprüchlich (vor allem in den Erscheinungsjahren).
| Spielname                           | Jahr | Autor                                                             | Bemerkungen |
| ----------------------------------- | ---- | ----------------------------------------------------------------- | --- |
| Abalone                             | 1988 | Michel Lalet, Laurent Lévi                                        | Brettspiel, Spieleklassiker |
| Choice                              | 1989 | Sid Sackson                                                       | Gesellschaftsspiel, Würfelspiel, leichte Ähnlichkeiten mit Kniffel |
| The Hole in One - Das Golfspiel     | 1991 |                                                                   | |
| Burp                                | 1992 | Harald Bilz, Peter Gudbrod, Rainer Kröhn                          | |
| Die Ketchup-Vampire                 | 1992 | Detlef Wendt                                                      | Kartenspiel, Ablegespiel: Die "Ketchup Vampire" kämpfen gegen die bösen "Blutwurst Vampire". |
| Dino                                | 1992 | Reinhold Wittig Grafiken von Kristian Schütte und Andreas Steiner | Brettspiel, Rette die Dinos |
| Ein Abend mit Bram Stoker's Dracula | 1992 | Crown & Andrews Pty Ltd                                           | Originaltitel: Une Soirée avec Dracula, mit Audio-Kassette. |
| Jolly Rogger                        | 1992 | Franz Josef Lamminger illustriert von Katja Braasch               | Kartenspiel |
| Pfusch                              | 1992 | Harald Bilz, Peter Gudbrod, Rainer Kröhn                          | |
| Sssnake                             | 1992 | Bodo Miksch                                                       | Brettspiel, Legespiel: stelle deine Schlage als erster fertig, und hindere die anderen daran. |
| Telepathy                           | 1993 |                                                                   | Ratespiel, Kommunikationsspiel: Gedankenaustausch über Worte und Bilder gegen die Zeit |
| Akiba                               | 1994 | Serge Cahu                                                        | Brettspiel, Ersatz für Abalone |
| Avalon                              | 1994 | Marco Silles                                                      | Brettspiel |
| Baby Boom                           | 1994 |                                                                   | Brettspiel, Würfelspiel |
| Balanx                              | 1994 | Kris Burm                                                         | Strategiespiel mit Kugeln auf einem kippelnden Brett |
| Einstein                            | 1994 | Sid Sackson                                                       | Neuauflage von Choice |
| Hollywoodpoker                      | 1994 |                                                                   | Kartenspiel, Neuauflage von Karrierepoker (1988) |
| Sunset Blvd                         | 1994 | Gunter Baars                                                      | Kartenspiel, Hintergrund ist die Prachtstraße Hollywoods, auf der man als Fotograf echte Stars von Doppelgängern unterscheiden muss                                                                       |
| Times                               | 1993 | Uwe Rosenberg                                                     | Wissensspiel, das Spiel enthält die Daten von 1000 historischen Ereignissen, man muss sie aber nicht alle kennen, um zu gewinnen                                                                          |
| Hexen hexen                         | 1994 | Detlef Wendt                                                      | Brettspiel: Die jungen Hexen-Spieler sollen 16 Zaubergegenstände finden, die im ganzen Land verstreut werden                                                                                              |
| Cinema                              | 1995 | Peter Gehrmann                                                    | Brettspiel, Partyspiel. Die Spielkarten zeigen 550 Filmszenen, Titel, Schauspieler oder Filmrequisiten. Die Spieler müssen dazu ihre Assoziationen notieren. Nur Übereinstimmungen im Team bringen Punkte |
| Music Mystery                       | 1995 | Peter Gehrmann, Mick Ado                                          | Ratespiel: Mehr als 1000 Titel aus 40 Jahren Popgeschichte müssen nach Tabu-ähnlichen Regeln erkannt werden                                                                                               |
| Pengus                              | 1995 |                                                                   | Brettspiel, Halma mit Pinguinen |
| Travel Trivi                        | 1995 |                                                                   | Quiz-Spiel in Reiseausführung mit 2 wasserlöslichen Stiften |
| Tribble                             | 1995 |                                                                   | variantenreiches Kreuzwortspiel für 2 Personen |
| Super 4                             |      |                                                                   | Vier gewinnt |
| Rummy                               |      |                                                                   | Rummikub |
| Fun Can                             |      | Fun Connection                                                    | Kommerzielle Umsetzung des Würfelspiels Mäxchen |
| Smellory Deluxe                     |      |                                                                   | Gesellschaftsspiel für 2–9 Spieler |